# Mario Fontana
Mario Fontana (Milano, 26 luglio 1906 – Sesto San Giovanni, 18 giugno 1998) è stato un calciatore italiano, di ruolo portiere.
Non va confuso con l'omonimo Mario Fontana della Juventus Italia, di lui più vecchio di almeno 5 anni, perché questo Fontana giocò con Meazza nei boys dell'Inter nel campionato 1924-1925 e 1925-1926 (tornei con limite di età 14/18 anni) mentre l'altro era ancora in prima squadra nella Juventus Italia che partecipò ai campionati di Seconda Divisione 1925-1926 e Prima Divisione 1926-1927.

## Carriera
Cresciuto nel vivaio dell'Inter, esordisce in prima squadra il 6 luglio 1928, nell'incontro perso dai nerazzurri per 3-6 sul campo dell'Alessandria. Nell'ottobre successivo lascia la società nerazzurra e in seguito milita nella Gallaratese, che nel 1930 lo cede al Pavia, in Prima Divisione. Con i pavesi sfiora la Serie B nei tre campionati consecutivi (1930-1931, 1931-1932 e 1932-1933), arrivando fino al girone finale per la promozione. La Serie B arriva comunque per l'allargamento del campionato, ma Fontana non viene riconfermato.
Nell'estate 1933 è scelto dal Catania come spalla di Mario Sernagiotto. Inizia il campionato da titolare, ma poi alcune incertezze convincono l'allenatore Géza Kertész ad escluderlo dall'undici titolare; torna in campo per la decisiva ultima sfida del girone finale, che la formazione siciliana vince conquistando la promozione in Serie B.
Gioca successivamente nel Derthona e nelle Acciaierie Falck di Sesto San Giovanni. Si trasferisce al Como, squadra con cui vince il campionato di Prima Divisione 1937-1938, conquistando la promozione in Serie C; nelle due successive stagioni in terza serie gioca solamente tre partite. Nell'estate 1940 viene inserito nelle liste di trasferimento dalla società lariana.
Conclude la carriera giocando nel Dopolavoro Singer Monza, nel Dopolavoro Marelli in Prima Divisione, e nel campionato di Serie C 1942-1943 si trasferisce al Piacenza. Nella stagione 1945-1946 gioca con l'Olginatese, che nel 1946 lo mette in lista di trasferimento.

## Statistiche

### Presenze e reti nei club
| Stagione           | Squadra              | Campionato         | Campionato | Campionato | Coppe nazionali | Coppe nazionali | Coppe nazionali | Totale | Totale |
| Stagione           | Squadra              | Comp               | Pres       | Reti       | Comp            | Pres            | Reti            | Pres   | Reti   |
| ------------------ | -------------------- | ------------------ | ---------- | ---------- | --------------- | --------------- | --------------- | ------ | ------ |
| 1927-1928          | Inter                | DN                 | 1          | -6         | -               | -               | -               | 1      | -6     |
| 1928-1929          | Gallaratese          | PD                 | 18         | -?         | -               | -               | -               | 18     | -?     |
| 1929-1930          | Gallaratese          | PD                 | 28         | -?         | -               | -               | -               | 28     | -?     |
| Totale Gallaratese | Totale Gallaratese   | Totale Gallaratese | 46         | -?         | -               | -               | -               | 46     | -?     |
| 1930-1931          | Pavia                | PD                 | 23         | -33        | -               | -               | -               | 43     | 16     |
| 1931-1932          | Pavia                | PD                 | 30+6       | -42-11     | -               | -               | -               | 36     | -53    |
| 1932-1933          | Pavia                | PD                 | 25+4       | -32-7      | -               | -               | -               | 29     | -39    |
| Totale Pavia       | Totale Pavia         | Totale Pavia       | 78+10      | -107-18    | -               | -               | -               | 88     | -125   |
| 1933-1934          | Catania              | PD                 | 14+1       | -12        | -               | -               | -               | 15     | -12    |
| 1934-1935          | Derthona             | B                  | 11         | -37        | -               | -               | -               | 11     | -?     |
| 1935-1936          | Acciaierie Falck     | C                  | 1          | -?         | CI              | ?               | -?              | 1      | -?     |
| 1936-1937          | Acciaierie Falck     | C                  | 4          | -?         | CI              | ?               | -?              | 4      | -?     |
| Totale Falck       | Totale Falck         | Totale Falck       | 5          | -?         | -               | -               | -               | 5      | -?     |
| 1937-1938          | Como                 | PD                 | 24         | -?         | -               | -               | -               | 24     | -?     |
| 1938-1939          | Como                 | C                  | 1          | -?         | CI              | ?               | -?              | 1+     | -?     |
| 1938-1939          | Como                 | PD                 | 19         | -?         | -               | -               | -               | 19     | -?     |
| 1939-1940          | Como                 | C                  | 2          | -?         | CI              | ?               | ?               | 2+     | -?     |
| 1939-1940          | Como                 | PD                 | 14         | -?         | -               | -               | -               | 14     | -?     |
| Totale Como        | Totale Como          | Totale Como        | 50         | ?          |                 | ?               | -?              | 50+    | -?     |
| 1940-1941          | Singer Monza         | PD                 | 8          | -?         | -               | -               | -               | 8      | -?     |
| 1941-1942          | Dop. Magneti Marelli | PD                 | 12         | -?         | -               | -               | -               | 12     | -?     |
| 1942-1943          | Piacenza             | C                  | 11         | -19        | -               | -               | -               | 11     | -19    |
| 1942-1943          | Piacenza             | PD                 | 2          | -4         | -               | -               | -               | 2      | -4     |
| Totale Piacenza    | Totale Piacenza      | Totale Piacenza    | 13         | -23        |                 | -               | -               | 13     | -23    |
| 1945-1946          | Olginatese           | PD                 | ?          | -?         | -               | -               | -               | ?      | -?     |
| Totale carriera    | Totale carriera      | Totale carriera    | 247+       | -203       |                 | ?               | -?              | 247+   | -203+  |

## Palmarès

### Club

#### Competizioni nazionali
- Prima Divisione: 3

Pavia: 1932-1933
Catania: 1933-1934
Como: 1937-1938